# TUI Airlines
TUI Airlines is de alliantie van de vijf luchtvaartmaatschappijen van de TUI Group: TUI fly (België), TUI fly (Nederland), TUI fly (Deutschland), TUI fly Nordic (Zweden) en TUI Airways (Verenigd Koninkrijk).
TUI Airlines voert vaste lijndiensten en chartervluchten uit naar meer dan 150 bestemmingen vanaf 60 luchthavens in negen Europese landen.

## Geschiedenis
De naam en alliantie werden opgericht in november 2005 ten gevolge van de nieuwe marketingstrategie van de groep, die al zijn luchtvaartactiviteiten wilde onderbrengen onder dezelfde merknaam. Dit had als gevolg dat alle TUI Airlines hernoemd werden, waarbij de naam van de belangrijkste touroperator waarvoor ze vliegen of de naam die het meest bekend is op de lokale markt werd gebruikt met het achtervoegsel "-fly".
Op 13 mei 2015 maakte de TUI Group bekend dat ze alle TUI Airlines dochterondernemingen die ze bezit, met uitzondering van Corsair, gradueel gaat hernoemen onder één gemeenschappelijke naam "TUI fly". Elke maatschappij zal wel zijn nationale Air operator's certificate (AOC) behouden. De operatie was in 2018 afgerond.

## Leden

### Huidige leden
| Maatschappij          | Opmerkingen                              |
| --------------------- | ---------------------------------------- |
| Corsair International | Deels eigendom                           |
| TUI fly Belgium       |                                          |
| TUI fly Netherlands   |                                          |
| TUI fly               |                                          |
| TUI fly Nordic        | TUI fly Nordic vervoert voor Scandinavië |
| TUI Airways           | Opereert ook vanuit Ierland              |

### Voormalige leden
| Maatschappij | Opmerkingen                                                          |
| ------------ | -------------------------------------------------------------------- |
| Jet4you      | Opgeheven in 2012 en volledig geïntegreerd in het Belgische TUI fly. |

## Vloot
De vloot van de TUI Group kan behoorlijk veranderen, zeker in het hoogseizoen loopt deze flink op tot soms wel 175 toestellen.
| Vliegmaatschappij     | IATA                | ICAO                | Callsign            | Vliegtuigtypes | Vliegtuigtypes | Vliegtuigtypes | Vliegtuigtypes | Vliegtuigtypes | Vliegtuigtypes | Vliegtuigtypes | Vliegtuigtypes | Vliegtuigtypes | Vliegtuigtypes | Bestellingen                         |
| Vliegmaatschappij     | IATA                | ICAO                | Callsign            | Airbus         | Airbus         | Boeing         | Boeing         | Boeing         | Boeing         | Boeing         | Boeing         | Embraer        | Totaal         | Bestellingen                         |
| Vliegmaatschappij     | IATA                | ICAO                | Callsign            | A330-300       | A330-900neo    | 737-700        | 737-800        | 737 MAX 8      | 767-300        | 787-8          | 787-9          | E195-E2        | Totaal         | Bestellingen                         |
| --------------------- | ------------------- | ------------------- | ------------------- | -------------- | -------------- | -------------- | -------------- | -------------- | -------------- | -------------- | -------------- | -------------- | -------------- | ------------------------------------ |
| Corsair International | SS                  | CRL                 | CORSAIR             | 3              | 6              | —              | —              | —              | —              | —              | —              | —              | 9              | 2 Airbus A330-900neo                 |
| TUI fly Belgium       | TB                  | JAF                 | BEAUTY              | —              | —              | 4              | 7              | 4              | —              | 1              | —              | 3              | 19             | 1 Boeing 737 MAX 8                   |
| TUI fly Netherlands   | OR                  | TFL                 | ORANGE              | —              | —              | —              | —              | 6              | 1              | 4              | —              | —              | 11             | –                                    |
| TUI Airways           | BY                  | TOM                 | TOMJET              | —              | —              | —              | 32             | 18             | —              | 8              | 5              | —              | 63             | 1 Boeing 737-800 3 Boeing 737 MAX 8s |
| TUI fly               | X3                  | TUI                 | TUI JET             | —              | —              | —              | 16             | 7              | —              | —              | —              | —              | 23             | –                                    |
| TUI fly Nordic        | 6B                  | BLX                 | BLUESCAN            | —              | —              | —              | —              | 3              | —              | —              | 1              | —              | 4              | –                                    |
| Totaal TUI Airlines   | Totaal TUI Airlines | Totaal TUI Airlines | Totaal TUI Airlines | 3              | 6              | 4              | 55             | 38             | 1              | 13             | 6              | 3              | 129            | 7                                    |